# Kaufhaus Behrends
Kaufhaus Behrends is een onafhankelijk warenhuis in de Nedersaksische stad Wiesmoor. Behrends werd in 1953 opgericht door Charlotte en Wilhelm Behrends.

## Geschiedenis
In 1953 openden Charlotte en Wilhelm Behrends een textielwinkel op 80 m² in Stadt Wiesmoor. In 1958 werd de winkel uitgebreid en in 1963 werd de winkel nogmaals vergoot tot 400 m². In 1971 werd op een nieuwe locatie geopend in Wiesmoor en werd het volledig warenhuis met een oppervlakte van 2000 m². Het werd lid van de inkoopcombinatie Kaufring en werd een Edeka-supermarkt geopend in het warenhuis. In 1976 werd een tankstation geopend en de daaropvolgende jaren werd de winkel meerdere keren gemoderniseerd en uitgebreid. In 1978 werd het warenhuis vergroot door de toevoeging van een derde verdieping. De leiding van het bedrijf werd in 1990 door Wilhelm Behrends jr. en zijn vrouw Ute overgenomen van zijn vader. Door de aankoop en afbraak van naastgelegen werd het grondstuk van Behrends uitgebreid tot 40.000m², waarop onder meer 500 parkeerplaatsen werden aangelegd.
Na een uitbreiding in 1995 waarbij een aantal externe partijen, waaronder Aldi, Quick Schuh, een bakker en een bloemenwinkel, ruimte gingen huren in het warenhuis, was de verkoopvloeroppervlakte toegenomen tot 5.500 m². In 2001 werd, vond de laatste uitbreiding plaats waarbij de totale verkoopvloeroppervlakte uitkwam op 10.000 m².
In 2013 werd er gesproken voor een verdere uitbreiding. In 2022 verhuisde de Aldi naar de nieuwe winkelstraat in en om het het warenhuis.